# David Záizar
David Záizar Torres (Tamazula, Jalisco, 14 de noviembre de 1928-Ciudad de México, 2 de enero de 1982) fue un cantante mexicano. Se especializó en los géneros de ranchera, bolero y huapango.

## Biografía y carrera
Inició su carrera musical, al lado de su hermano Juan, también cantante y compositor, con quien formó el dúo de los Hermanos Záizar. En 1948, el dueto se trasladó a Ciudad Valles, San Luis Potosí, lugar en donde vivía otro de sus hermanos, el sacerdote Antonio Záizar Torres, y allí fueron cantores de su iglesia, logrando perfeccionar la técnica de canto. Juan y David formaron con Daniel Terán y Refugio Calderón un cuarteto llamado Los Cantores del Bosque y se dieron a conocer en la estación de radio local. Posteriormente, los hermanos viajaron a la Ciudad de México, donde Antonio los presentó en la XEW y en la compañía disquera Peerless. En 1951, el dúo de los Hermanos Záizar grabó su primer disco LP logrando penetrar en el mercado de la música vernácula con temas como «Cielo rojo», «Sonar», «Qué padre es la vida», «La basurita» y «Cruz de olvido».
En 1958, después de haberse consolidado y de haber grabado 38 discos, David y Juan iniciaron sus carreras como solistas. David, además de seguir interpretando las canciones de su hermano, obtuvo éxito como solista cantando temas de otros autores, tales como «Anillo de compromiso» de Cuco Sánchez, «El jinete», «Vámonos» de José Alfredo Jiménez, «Las rejas no matan», «Cucurrucucú paloma» de Tomás Méndez, «Se me hizo fácil» de Agustín Lara, entre muchos otros. Sus temas favoritos fueron huapangos, en los cuales podía alcanzar notas agudas con la ayuda de su característico falsete.
En febrero de 1976, por su éxito nacional como cantantes y por su trayectoria artística, los hermanos Záizar fueron declarados hijos predilectos de Tamazula. En octubre del mismo año recibieron igual reconocimiento por el estado de Jalisco, donde se les rindió un homenaje en el Parque Agua Azul de Guadalajara.

## Muerte
El 2 de enero de 1982, Záizar falleció en Ciudad de México a los 53 años de edad, a causa de un paro cardiaco no traumático. Su cuerpo fue sepultado en una cripta dentro de la parcela de la Asociación Nacional de Actores (ANDA) del Panteón Jardín, ubicado en la misma ciudad.

### Tributos
En Tamazula, su casa fue adornada con una placa alusiva y la calle de «Reforma» cambió su nombre por el de «Hermanos Záizar». En la misma ciudad, el 24 de septiembre de 2009, la Dirección General de Vinculación Cultural de la Secretaría de Cultura de Jalisco inauguró el Museo Hermanos Záizar, que alberga una sección dedicada a la historia de la localidad, con salas de  paleontología y arqueología, una sección para niños y otra de estudios etnográficos. En el nivel superior del museo se exhiben trajes de charro utilizados por los hermanos, su discografía, fotos y una pequeña fonoteca.
Se ha erigido un monumento en su honor en el Parque de las Rosas, ahora rebautizado «David Záizar» en la Colonia Militar Marte, Iztacalco, Ciudad de México.

## Filmografía
- El rayo de Jalisco (1962)
- Juramento de sangre (1962)
- Sangre en la barraca, compartiendo créditos con Javier Solís (1963).
- Cruz de olvido, junto con su hermano Juan Záizar y Ana Luisa Peluffo, argumento basado en la canción del mismo nombre (1981).

## Discografía
- Cantares Revolucionarios
- David Záizar, el rey del falsete
- Te quedaste adentro
- Mi terruño
- Ella
- Vuelen palomas y golondrinas
- Tesoros mexicanos
- Tres amigos
- Ya la pagarás con Dios
- David Záizar con banda
- El último canto
- Corridos, amor y sentimiento
- Sentimiento ranchero
- Una voz y una guitarra
- Una voz, una guitarra y un arpa
- Redención
- Las favoritas de David Záizar
- 16 éxitos de David Záizar
- Imágenes